# Rivière de l'Ours
Pour les articles homonymes, voir Rivière à l'Ours et Ours (homonymie).
La rivière de l'Ours est un cours d'eau de l'île d'Anticosti se jetant dans golfe du Saint-Laurent. Elle coule dans la municipalité de L'Île-d'Anticosti, au Québec (Canada).
Une route forestière dessert la partie supérieure et intermédiaire de son cours.

## Toponymie
Le toponyme « rivière de l'Ours » a été officialisé le 12 septembre 1974.

## Géographie
La rivière de l'Ours tire sa source d'un tout petit lac (altitude: 175 m) situé au centre de l'île d'Anticosti. Cette source est située à:
- 127 km au nord-est de Port-Menier;
- 83 km à l'ouest de la pointe Est de l'île d'Anticosti[3].

À partir de sa source, la rivière de l'Ours coule sur 15,9 km avec une dénivellation de 174 m, entièrement en zone forestière dans la zone de la SÉPAQ, selon les segments suivants:
- 4,4 km vers le nord-est, jusqu'à un ruisseau (venant de l'ouest);
- 11,5 km vers le nord-est, jusqu'à son embouchure[3].

La rivière de l'Ours se déverse au fond de la baie de l'Ours sur la rive nord de l'Île d'Anticosti. L'entrée de cette baie a une largeur de 2,2 km, soit entre la pointe du cap de l'Ours (côté ouest de la baie) et la pointe Easton (côté est de la baie). Cette baie pénètre les terres vers le sud sur 1,6 km.